# Васильев, Михаил Николаевич (генерал)
Михаи́л Никола́евич Васи́льев (1 [13] января 1872, Санкт-Петербург — декабрь 1941, Ленинград) — русский и советский военачальник.

## Биография
Православный, родом из Петербурга. Сын генерал-майора, участника русско-турецкой войны, командира 96-го Омского полка Васильева Николая Михайловича. Образование получил в Пажеском корпусе, в службу вступил 1 января 1890. Из корпуса был выпущен подпоручиком 4 августа 1892 в лейб-гвардии Семёновский полк, через четыре года получил чин поручика. Окончил Николаевскую академию Генерального штаба в 1898 году по первому разряду и получил чин капитана генерального штаба.
Службу продолжал в Виленском военном округе, занимая должности при Главном штабе: помощник делопроизводителя генерал-квартирмейстерской части, помощник столоначальника, столоначальник, помощник начальника штаба. Был прикомандирован в Главному управлению генеральными штабами, в штабах занимал следующие должности: старший адъютант штаба 18-го армейского корпуса, и. о. начальника штаба 51-й пехотной дивизии, штаб-офицер для особых поручений 17-го армейского корпуса, штаб-офицер при управлении Новогеоргиевской крепостной бригады и штаб-офицер при управлении 1-й Финляндской стрелковой бригады.
Отбывал цензовые командования ротой лейб-гвардии Семёновского полка, батальоном 202-го Старобельского пехотного полка, с 30 июня 1910 по 23 июня 1913 года был начальником штаба 3-й Финляндской стрелковой бригады и командовал 34-м Севским пехотным полком. Был прикомандирован к кавалерии и артиллерии.
В русско-японской войне участвовал как поручик 5-го Восточно-Сибирского стрелкового полка. Первую мировую встретил в чине полковника и командира 34-го Севского пехотного полка. 3 мая 1915 был повышен в чине до генерал-майора и возглавил 15 октября бригаду 12-й Сибирской стрелковой дивизии, а позднее руководил 45-м Сибирским стрелковым полком. За успехи в сражениях был награждён Георгиевским оружием. В течение года занимал должность начальника штаба 37-го армейского корпуса.
Был дважды награждён орденами Святого Станислава и Святого Владимира, по одному разу орденами Святой Анны и Святого Георгия.
После Февральской революции занимал некоторое время должность начальника Тифлисского военного училища, позднее 7 мая 1917 был уволен по причине болезни с мундиром и пенсией.
После Октябрьской революции служил в РККА на должности командующего армией. Значился в списке Генштаба РККА от 15 июля 1919. После Гражданской войны службу не нёс. Умер во время блокады Ленинграда.